# Смольниково (Вологодская область)
Смольниково — упразднённая деревня в Великоустюгском районе Вологодской области России.

## География
Урочище находится в северо-восточной части области, в подзоне средней тайги, на правом берегу реки Смольянки, на расстоянии примерно 3 километров (по прямой) к северо-северо-западу от города Великий Устюг, административного центра района.

### Климат
Климат характеризуется как умеренно континентальный, с холодной продолжительной зимой и умеренно тёплым летом. Среднегодовая температура воздуха — +1,5 °C. Средняя температура воздуха самого холодного месяца (января) — −13,8 °C (абсолютный минимум — −48 °С), средняя температура самого тёплого (июля) — +16,8 °С (абсолютный максимум — +38 °С). Годовое количество атмосферных осадков составляет около 673 мм, из которых около 445 мм выпадает в тёплый период. Снежный покров держится в течение 166 дней.

## История
В «Списке населенных мест Вологодской губернии по сведениям 1859 года» населённый пункт упомянут как казённая деревня Устюжского уезда, расположенная при речке Смольянке, в 7,5 верстах от уездного города. В деревне имелось 7 дворов и проживало 56 человек (30 мужчин и 26 женщин).
По данным 1914 года, в деревне проживало 93 человека (46 мужчин и 47 женщин). В административном отношении входила в состав Горно-Ильинского сельского общества Нестеферовской волости Велико-Устюгского уезда. Упразднена не позднее 1973 года.